# Alonso Martínez (voetballer)
Adrián Alonso Martínez Batista (Puntarenas, 15 oktober 1998) is een Costa Ricaans voetballer die door Lommel SK wordt uitgeleend aan LD Alajuelense.

## Clubcarrière
In augustus 2021 ondertekende hij een vijfjarig contract bij de Belgische tweedeklasser Lommel SK, die hem evenwel meteen een halfjaar uitleende aan Alajuelense.

## Interlandcarrière
Martínez maakte op 3 juni 2021 zijn interlanddebuut voor Costa Rica: in de halve finale van de CONCACAF Nations League kreeg hij tegen Mexico een basisplaats van bondscoach Rónald González Brenes.